# Kyivs patriarkalske katedral af Kristi opstandelse
Kyivs patriarkalske katedral af Kristi opstandelse (ukrainsk: Патріарший Собор Воскресіння Христового) er den vigtigste katedral i den ukrainske græsk-katolske kirke, der ligger i Kyiv, hovedstaden i Ukraine. Kirken blev indviet den 27. marts 2011.
Siden 2011 har Svjatoslav Sjevtsjuk været storærkebiskop af Kyiv-Halych og dermed overhoved for den ukrainske græsk-katolske kirke. Han afløste kardinalen Lubomyr Husar på posten.
Katedralen ligger på øst for Dneprfloden, som en af de få kirker i Kyiv, der ikke ligger vest for floden.